# Цветоройка большая
Цветоройка большая (Hoplia philanthus) — вид пластинчатоусых жуков из подсемейства хрущей.

## Описание
Длина тела 7—9 мм. Окраска чёрный или черно-бурая, надкрылья тёмно-бурые, коричневые, красно-бурые или тёмные с красно-бурым боковым краем; усики чёрно-бурые с более светлыми красно-бурыми 2—4 члениками, щупики буро-красные. Основной фон верхней стороны тела частично скрывается серыми чешуйками. Тело продолговатое, слабо выпуклое. Усики 10-члениковые, с булавой немного короче жгутика. Переднеспинка умеренно-выпуклая, слабо поперечная, несколько уже основания надкрылий, одинаковой ширины, кпереди немного сужена. Надкрылья несколько выпуклые и удлиненные, с умеренно закругленными боками.

## Ареал
Белоруссия (Гродненская область), Украина (Львовская, Хмельницкая, Житомирская области), Западная и центральная Европа: Англия, Швеция, Германия, Бельгия, Нидерланды, Франция, Испания, Швейцария, северная Италия, Австрия, Венгрия.

## Биология
Жуки активны в дневное время суток и держатся на травянистой и молодой древесной растительности. Питаются листьями. Личинки обитают в песчаной почве, питаясь мелкими корешками. Генерация однолетняя. Зимуют личинки.